# فرانك أرميتاغ
فرانك أرميتاغ (بالإنجليزية: Frank Armitage)‏ هو رسام أمريكي وأسترالي، ولد في 5 سبتمبر 1924 في ملبورن في أستراليا، وتوفي في 4 يناير 2016 في باسو روبليس في الولايات المتحدة.

## وصلات خارجية
- فرانك أرميتاغ على موقع IMDb (الإنجليزية)
- فرانك أرميتاغ على موقع قاعدة بيانات الأفلام السويدية (السويدية)